# Neoclavicoccus bugnicourti
Neoclavicoccus bugnicourti är en insektsart som beskrevs av Cohic 1959. Neoclavicoccus bugnicourti ingår i släktet Neoclavicoccus och familjen ullsköldlöss.
Artens utbredningsområde är Nya Kaledonien. Inga underarter finns listade i Catalogue of Life.